# Magnolia sharpii
Magnolia sharpii este o specie de plante din genul Magnolia, familia Magnoliaceae, descrisă de V.V.Miranda. Conform Catalogue of Life specia Magnolia sharpii nu are subspecii cunoscute.